# Ry Cooder (альбом)
Ry Cooder — дебютный студийный альбом американского гитариста Рая Кудера, выпущенный в 1970 году на лейбле Reprise Records.

## Об альбоме
Из 12 альбомных композиций, Кудером написана лишь «Available Space», остальные же являются кавер-версиями. Большинство песен принадлежат перу блюзменов и фолк-музыкантов прошлого, включая Ледбелли, Блайнд Блэйка, Вуди Гатри и Альфреда Рида.
На обложке альбома изображён Рай Кудер на фоне прицепа Airstream 1937 года производства, сфотографированный Фрэнком Безом на территории высохшего озера Эль-Мираж, расположенного в пустыне Мохаве округа Сан-Бернардино, Калифорния.

## Список композиций

### Сторона 1
1. «Alimony» (Бренда Джонс, Уэлтон Янг, Роберт Хайггинботам[англ.]) — 2:58
2. «France Chance» (Джо Кэлликотт[англ.]) — 2:49
3. «One Meat Ball» (Луис Сингер, Хай Зарет[англ.]) — 2:30
4. «Do Re Mi» (Вуди Гатри) — 3:05
5. «My Old Kentucky Home (Turpentine & Dandelion Wine)» (Рэнди Ньюман) — 1:48
6. «How Can a Poor Man Stand Such Times and Live?» (Альфред Рид[англ.]) — 2:46

### Сторона 2
1. «Available Space» (Рай Кудер) — 2:15
2. «Pigmeat» (Ледбелли) — 3:10
3. «Police Dog Blues» (Артур Блэйк) — 2:48
4. «Goin’ to Brownsville» (Джон Эстес) — 3:28
5. «Dark Is the Night» (Блайнд Вилли Джонсон) — 2:47

## Участники записи
| Музыканты: - Рай Кудер — вокал, гитара, мандолина, бас-гитара - Крис Этридж — бас-гитара - Ричи Хейуорд — ударные - Рой Эстрада — бас-гитара - Милт Холланд — ударные, перкуссия - Джон Барбата — ударные - Макс Беннетт — бас-гитара - Бобби Брюс — скрипка - Глория Джонс & Co — бэк-вокал | Технический персонал: - Ван Дайк Паркс — фортепиано, продюсер; аранжировщик на «One Meat Ball» - Ленни Варонкер — продюсер - Джуди Бетц — ассистент продюсера - Ли Хершберг — звукоинженер, инженер микширования, цифровой ремастеринг - Дуг Ботник — звукоинженер - Джим Лоу — звукоинженер - Руди Хилл — звукоинженер - Боб Ковач — звукоинженер - Кирби Джонсон — оркестровщик; дирижёр и аранжировщик на композициях 4, 5, 6 - Фрэнк Без — фото для обложки - Сьюзан Титлман — фото для задней обложки - Эд Трэшер — арт-директор |

## Позиции в хит-парадах
| Чарт                | Позиция |
| ------------------- | ------- |
| Billboard Pop chart | 216     |